# 心は孤独な狩人
『心は孤独な狩人』（The Heart Is a Lonely Hunter）は1940年に発表されたカーソン・マッカラーズの長編小説。題名はフィオナ・マクラウドの詩『孤独な狩人』の「わたしの心は孤独な狩人、寂しい丘に狩りをする」という一節に由来する。
1968年には映画化され、日本では『愛すれど心さびしく』の邦題タイトルで公開された。

## 登場人物
- ジョン・シンガー
- スピロス・アントナプーロス
- ビフ・ブラノン

## 日本語訳
- 『心は孤独な狩人』 河野一郎訳、新潮文庫、1972年[2]。長らく品切で古書価が高い状態が続いた
- 新訳版『心は孤独な狩人』 村上春樹訳、新潮社、2020年／新潮文庫、2023年